# 諸江幸祐
諸江 幸祐（もろえ ゆきひろ、1955年7月18日 - ）は日本の証券アナリスト。ゴールドマン・サックス証券の元マネージング・ディレクターであり、元・東京支店投資調査部長。

## 来歴
石川県金沢市出身。慶應義塾大学経済学部卒業、南カリフォルニア大学経営大学院修了（MBA取得）。小売業界に5年間勤務したのち、野村證券を経て1988年にゴールドマン・サックス証券へ入社。1998年にマネージング・ディレクター就任。1999年から2005年まで東京支店投資調査部長を勤めていた。2008年に株式会社YUMEキャピタルを設立し独立。

## 馬主
2003年から日本中央競馬会 (JRA) の馬主となる。おもな所有馬は以下のとおり。
- カタマチボタン（牝馬、父ダンスインザダーク、2007年クイーンカップ2着、2007年桜花賞3着） - 祖母が経営していた金沢市片町二丁目の純喫茶「ぼたん」が2006年2月に60年の歴史に幕を閉じ、その店の名を残したいという意味で命名された[1]。
- ノットユアビジネス[1]（牝馬、父エンドスウィープ）
- ツーデイズノーチス[1]
- ブルーミンバー
- ステラディクオーレ（牡馬、父アドマイヤベガ）
- バンズーム
- ワンスインナムーン（牡馬、父アドマイヤムーン）京都牝馬ステークス2着
- キングズラッシュ（牡馬、父ルーラーシップ）